# Bahar Toksoy

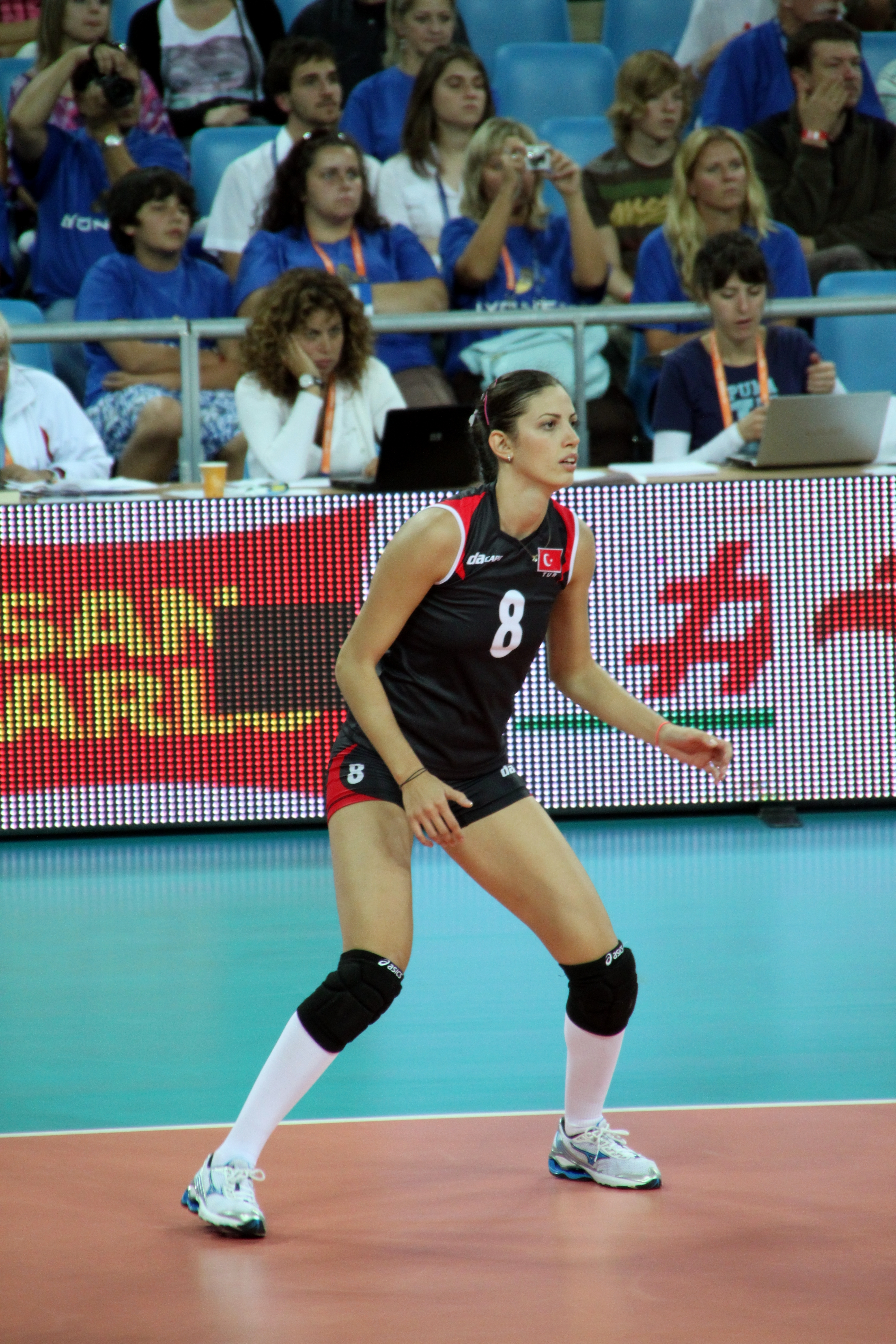
Bahar Toksoy

Bahar Toksoy o Bahar Toksoy Guidetti (İzmir, 6 de febrer de 1988), és una jugadora de voleibol turca. El 2019 juga al Fenerbahçe de Kadıköy, Istanbul. Ha jugat per diversos equips turcs en la seva carrera, i al Pallavolo Scandicci d'Itàlia l'any 2015-16. Des del 2008 juga a la selecció nacional turca de voleibol femení. Està casada amb el seu exentrenador (Giovanni Guidetti) des de la seva etapa al Vakıfbank SK.